# Слатински чифлик
Слатински чифлик (на македонска литературна норма: Слатински Чифлик) е село в община Дебърца на Северна Македония.

## География
Селото е в Горна Дебърца, част от котловината Дебърца между Илинската планина от изток и Славей планина от запад.

## История
В XIX век Слатино е българско село в нахия Дебърца на Охридската кааза на Османската империя. Според статистиката на Васил Кънчов („Македония. Етнография и статистика“) от 1900 година Слатински чифлик е населявано от 40 жители, всички българи християни.
В началото на XX век цялото население на селото е под върховенството на Българската екзархия. По данни на секретаря на екзархията Димитър Мишев („La Macédoine et sa Population Chrétienne“) в 1905 година в Слатински чифлик има 40 българи екзархисти.
На Етнографската карта на Битолския вилает на Картографския институт в София от 1901 година Слатински чифлик е чисто българско село в Охридската каза на Битолския санджак с 5 къщи.
На 13 септември 1997 година митрополит Тимотей Дебърско-Кичевски осветява манастира „Света Богородица“.
Според преброяването от 2002 година селото има 11 жители македонци.
| Националност | Всичко |
| македонци    | 11     |
| албанци      | 0      |
| турци        | 0      |
| роми         | 0      |
| власи        | 0      |
| сърби        | 0      |
| бошняци      | 0      |
| други        | 0      |